# 코다 (파일 시스템)
코다(Coda)는 1987년 이후 M. Satyanarayanan의 지도 아래 카네기 멜론 대학교의 연구 프로젝트로 개발된 분산 파일 시스템이다. 오래된 버전의 AFS (AFS-2)로부터 직접 계승 받은 것으로, 비슷한 수많은 기능들을 제공한다. 인터메조(InterMezzo) 파일 시스템은 코다에 영향을 받았다. 코다는 현재 개발 중이지만, 포커스가 연구 중심에서 상용화 제품으로 이동하고 있다.

## 지원 운영 체제
코다는 리눅스 플랫폼을 기준으로 개발되고 있다. 지원은 2.1 리눅스 커널 시리즈에 등장하였다. FreeBSD에도 이식이 이루어지고 있다. DJGCC 도스 C 컴파일러와 시그윈과 같은 오픈 소스 프로젝트를 이용하여, 윈도우 95/윈도우 98 시대, 윈도우 NT에서 윈도우 XP에 이르는 마이크로소프트 윈도우 플랫폼으로 이식하는 노력도 이루어지고 있다.

## 같이 보기
- 구글 파일 시스템